# Высочки (деревня, Талдомский городской округ)
Высочки — деревня в составе Темпового сельского поселения Талдомского района Московской области. Население — 1 чел. (2010).

Расположена к западу от Талдома недалеко от реки Дубны на её правом берегу, рядом с деревнями Гусёнки, Наговицино.
До Талдома идет сначала проселочная дорога, которая потом выходит на трассу Р112. С райцентром есть регулярное автобусное сообщение, расстояние до города — десять километров.
Из истории Талдомского района известно:
До 1764 года принадлежала Воскресенскому девичью, что в Кремле, монастырю. В 1781 году казенная деревня с 9 дворами и 50 душами, в 1851 году 16 дворов, 142 жителя, в 1859 году 19 дворов, 59 душ мужского пола, 65 женского.
До муниципальной реформы 2006 года входила в Юдинский сельский округ.
В Талдомском районе есть ещё одна деревня с названием Высочки, она прилегает к городу Талдом и входит в городское поселение Талдом.

## Население
Изменение численности населения по данным переписей и ежегодных оценок:
| год  | 1781 | 1851 | 1859 | 2006 | 2010 |
| ---- | ---- | ---- | ---- | ---- | ---- |
| чел. | 50   | ▲142 | ▼124 | ▼0   | ▲1   |